# シャール・シュワーツェル
シャール・シュワーツェル（Charl Adriaan Schwartzel、英語発音: [ˈʃɑrl ˈʃwɔrtsəl]、1984年8月31日 - ）は、南アフリカ出身のプロゴルファー。2011年4月のマスターズ・トーナメントでメジャー初勝利をあげた。
2002年のプロ転向以降、サンシャインツアー（南アのプロゴルフツアー）、欧州ツアーおよびPGAツアーに参戦し、欧州ツアーではメジャータイトルを除き9勝している。
なお氏名の日本語表記にはシャール・シュワーツェルのほか、チャール・シュワーツェル、チャール・シュワルツェル、カール・シュワルツェルなどがある。

## 生い立ちとアマチュア時代の経歴
1984年、南アフリカ共和国ヨハネスブルグ生まれ。南アフリカのジュニア・アマチュアでは、2002年のインド・アマチュア選手権およびイングリッシュ・オープン・アマチュア・ストローク選手権などで勝利するなど傑出した成績を残した。また同年のアイゼンハワートロフィー（世界アマチュアゴルフチーム選手権）にも出場している。

## プロ経歴
2002年、18歳のときにプロに転向し、同年末に欧州PGAツアーのツアー資格を取得した。これは南アフリカ出身のゴルファーとしてはデール・ヘイズに続いて史上2番目の若さである。2003年、2004年も欧州ツアーに参戦し続け、2004年-2005年シーズンのアルフレッド・ダンヒル選手権でプロ初勝利をあげた。同選手権は欧州ツアーとの共催且つ南アフリカ・サンシャインツアーの主要トーナメントであり、この勝利の結果2004年のサンシャインツアー賞金ランキングでトップ、2005年の欧州ツアー賞金ランキングでも52位となった。2005年ー2006年のサンシャインツアーでは2年連続の賞金王となり、シーズン終盤のボーダコム・ツアー選手権に勝利したことで世界ゴルフランキングで初めて100位内に入った。シュワーツェルは2006年もフォームの改良を続け、同シーズンを賞金ランキングを18位、世界ランキングでは55位で終えた。
2007年、サンシャインツアーでは3年連続となる賞金王のタイトルを獲得、同年4月のオープン・デ・エスパーニャでは、最終日16番ホール（543ヤード、パー5）でイーグルを決めジョティ・ランダワを1打差で破って勝利し、世界ランキング40位内入りを果たした。
同郷の大先輩ゲーリー・プレーヤーのチャリティー活動を支援するためゲーリー・プレーヤー・インビテーショナルにも幾度か参加した。2008年にはマドリード・マスターズで勝ち、2007年に続き2008年も欧州ツアーで勝利をあげたが、2009年は未勝利に終わった。
2010年の欧州ツアーでは、1月10日のアフリカオープン・1月17日のヨハネスブルグオープンと2週連続優勝を遂げた。いずれも南アフリカで開催された試合であり、この結果ワールドゴルフランキングにおいて50位入りを果たしている。2010年シーズンの欧州ツアー賞金王ランキングでは最終的に8位であった
2011年はPGAツアーにも参戦している。2011年1月16日のヨハネスブルグオープンでは2位に4打差をつけ大会2連覇を果たした。

### 2011年マスターズ勝利
2011年4月に開催された第75回マスターズ・トーナメントで、2位に2打差をつけてメジャー初優勝を遂げた。南アフリカ出身のゴルファーとしてはゲーリー・プレーヤー、トレバー・イメルマンに続く3人目のマスターズ制覇で、ゲーリー・プレーヤーがマスターズで初勝利をあげた1961年からちょうど50年目の優勝であった。最終日、首位に4打差をつけられてのスタートであったが、2位のアダム・スコット、ジェイソン・デイらに2打差をつける勝利であった。
最終日1番はグリーン右サイドからチップインバーディーを決め、3番でもフェアウェイ中程からの第2打をグリーンにのせイーグルとスコアを伸ばし、この時点で首位スタートしたローリー・マキロイとの4打の差はなくなった。4番ではボギーを叩き、以降中盤は我慢のゴルフが続いたが、後半15番でバーディーを奪うと、16番・17番と3連続バーディーで単独首位に立ち、18番ではマスターズ史上初となる4連続バーディーを決めスコア「66」をマークして見事メジャー初タイトルを獲得した。ゲーリー・プレーヤーは「これが王者のフィニッシュだ！」とシュワーツェルを讃えた。なおこの勝利によりワールドゴルフランキングは前週の29位から11位にあがった。
同年のメジャー大会では、マスターズのみならず全米オープンでも9位タイ、全米プロゴルフ選手権では12位タイといずれも自己ベストとなる好成績を残している。また全英オープンでも2日までは7位と首位争いを演じていたが3日目に75を叩いて崩れ、最終順位は16位タイであった。
2022年6月にLIVゴルフ開幕戦に参戦。

## プロ通算成績 (10勝)

### PGAツアー (2勝)
| No. | 年月日        | トーナメント             | スコア          | パー | 打差       | 2位（タイ）                        |
| --- | ------------- | ------------------------ | --------------- | ---- | ---------- | ---------------------------------- |
| 1   | 2011年4月11日 | マスターズ・トーナメント | 69-71-68-66=274 | -14  | 2打差      | ジェイソン・デイ, アダム・スコット |
| 2   | 2016年3月13日 | バルスパー選手権         | 277             | −7   | プレーオフ | ビル・ハース                       |

### 欧州PGAツアー (11勝)
| No. | 年月日                          | トーナメント                      | スコア                | 打差       | 2位（タイ）                        |
| --- | ------------------------------- | --------------------------------- | --------------------- | ---------- | ---------------------------------- |
| 1   | 2004年12月12日 (2005年シーズン) | アルフレッド・ダンヒル選手権      | -7 (71-69-70-71=281)  | プレーオフ | ニール・チーサム                   |
| 2   | 2007年4月29日                   | オープン・デ・エスパーニャ        | -16 (69-68-68-67=272) | 1打差      | ジョティ・ランダワ                 |
| 3   | 2008年10月12日                  | マドリード・マスターズ            | -19 (69-64-66-66=265) | 3打差      | リカルド・ゴンザレス               |
| 4   | 2010年1月10日                   | アフリカ・オープン                | -20 (67-70-68-67=272) | 1打差      | トーマス・エイケン                 |
| 5   | 2010年1月17日                   | ヨハネスブルグオープン            | -23 (63-68-64-66=261) | 6打差      | ダレン・クラーク, キース・ホーン   |
| 6   | 2011年1月16日                   | ヨハネスブルグオープン            | -19 (68-61-69-67=265) | 4打差      | ガース・マルロイ                   |
| 7   | 2011年4月10日                   | マスターズ・トーナメント          | -14 (69-71-68-66=274) | 2打差      | ジェイソン・デイ, アダム・スコット |
| 8   | 2012年12月16日 (2013年シーズン) | アルフレッド・ダンヒル選手権      | –23 (67-64-64-69=264) | 12打差     | Kristoffer Broberg                 |
| 9   | 2013年12月1日 (2014年シーズン)  | アルフレッド・ダンヒル選手権      | -17 (68-68-67-68=271) | 4打差      | リチャード・フィンチ               |
| 10  | 29 Nov 2015                     | アルフレッド・ダンヒル選手権1 (4) | −15 (66-67-70-70=273) | 4 strokes  | Grégory Bourdy                     |
| 11  | 14 Feb 2016                     | ツワネオープン1                   | −16 (71-64-66-63=264) | 8 strokes  | Jeff Winther                       |

欧州ツアープレーオフ記録 (1-0)
| No. | 年     | トーナメント名               | 相手選手         | 結果                                                    |
| --- | ------ | ---------------------------- | ---------------- | ------------------------------------------------------- |
| 1   | 2004年 | アルフレッド・ダンヒル選手権 | ニール・チーサム | 第1ホール、チーサムがパーとしたところ、バーディーで勝利 |

### サンシャインツアー (9勝)
| No. | 年月日                         | トーナメント                      | スコア                | 打差       | 2位（タイ）                      |
| --- | ------------------------------ | --------------------------------- | --------------------- | ---------- | -------------------------------- |
| 1   | 2004年12月12日                 | アルフレッド・ダンヒル選手権      | -7 (71-69-70-71=281)  | プレーオフ | ニール・チーサム                 |
| 2   | 2006年2月26日                  | ボーダコム・ツアー選手権          | -14 (68-70-65-67=270) | 4打差      | ダレン・フィチャート             |
| 3   | 2010年1月10日                  | アフリカ・オープン                | -20 (67-70-68-67=272) | 1打差      | トーマス・エイケン               |
| 4   | 2010年1月17日                  | ヨハネスブルグオープン            | -23 (63-68-64-66=261) | 6打差      | ダレン・クラーク, キース・ホーン |
| 5   | 2011年1月16日                  | ヨハネスブルグオープン            | -19 (68-61-69-67=265) | 1打差      | ガース・マルロイ                 |
| 6   | 2012年12月16日                 | アルフレッド・ダンヒル選手権      | –23 (67-64-64-69=264) | 12打差     | Kristoffer Broberg               |
| 7   | 2013年12月1日 (2014年シーズン) | アルフレッド・ダンヒル選手権      | -17 (68-68-67-68=271) | 4打差      | リチャード・フィンチ             |
| 8   | 29 Nov 2015                    | アルフレッド・ダンヒル選手権1 (4) | −15 (66-67-70-70=273) | 4 strokes  | Grégory Bourdy                   |
| 9   | 14 Feb 2016                    | ツワネオープン1                   | −16 (71-64-66-63=264) | 8 strokes  | Jeff Winther                     |

### アジアンツアー（1勝）
| No. | 年月日        | トーナメント       | スコア                | 打差   | 2位                                       |
| --- | ------------- | ------------------ | --------------------- | ------ | ----------------------------------------- |
| 1   | 2012年12月9日 | タイ・ゴルフ選手権 | −25 (65-65-68-65=263) | 11打差 | バッバ・ワトソン、 Thitiphun Chuayprakong |

### 4大メジャートーナメントの成績
| トーナメント         | 2003   | 2004 | 2005   | 2006   | 2007   | 2008 | 2009   | 2010 | 2011 | 2012   |
| -------------------- | ------ | ---- | ------ | ------ | ------ | ---- | ------ | ---- | ---- | ------ |
| マスターズ           | -      | -    | -      | -      | -      | -    | -      | T30  | 1    | T50    |
| 全米オープン         | -      | -    | -      | T48    | T30    | -    | 予選落 | T16  | T9   | T38    |
| 全英オープン         | 予選落 | -    | 予選落 | T22    | 予選落 | -    | 予選落 | T14  | T16  | 予選落 |
| 全米プロゴルフ選手権 | -      | -    | -      | 予選落 | 予選落 | T52  | T43    | T18  | T12  | T58    |

- = 不参加

T = タイ 

背景黄色 = 10位内入賞

背景緑色 = 優勝